# Blånackad papegoja
Blånackad papegoja (Tanygnathus lucionensis) är en fågel i familjen östpapegojor inom ordningen papegojfåglar.

## Utseende
Blånackad papegoja är en medelstor papegoja med en mycket stor korallröd näbb. Fjäderdräkten är övervägande bjärt grön, med iögonfallande blå och gula kanter på vingpennorna. Den himmelsblå fläcken i nacken som gett arten dess namn kan vara svår att se.

## Utbredning och systematik
Blånackad papegoja delas in i fyra underarter med följande utbredning:
- Tanygnathus lucionensis lucionensis – förekommer på öarna Luzon och Mindoro i norra Filippinerna.
- Tanygnathus lucionensis hybridus – förekommer på Polillo i norra Filippinerna.
- Tanygnathus lucionensis salvadorii – förekommer i södra Filippinerna, Suluöarna och öarna utanför norra Borneo.
- Tanygnathus lucionensis talautensis – förekommer på Talaudöarna i norra Moluckerna.

Vissa urskiljer även underarten horrisonus som förekommer på ön Maratua utanför östra Borneo. Ett frilevande bestånd har även etablerat sig i Kota Kinabalu på Borneo.

## Levnadssätt
Blånackad papegoja hittas i olika skogstyper i låglänta områden och förberg, ofta på små utliggande öar. Den födosöker i flockar och skriar då högljutt till varandra för att hålla kontakt.

## Status
Blånackad papegoja anses ha ett rätt litet och fragmenterat bestånd uppskattat till endast mellan 1500 och 7000 vuxna individer. Den tros också minska i antal till följd av fångst för vidare försäljning inom burfågelhandeln och habitatförlust. Kunskapen om dess status liksom hoten mot arten är dock begränsad. IUCN kategoriserar arten som nära hotad.

## Bilder

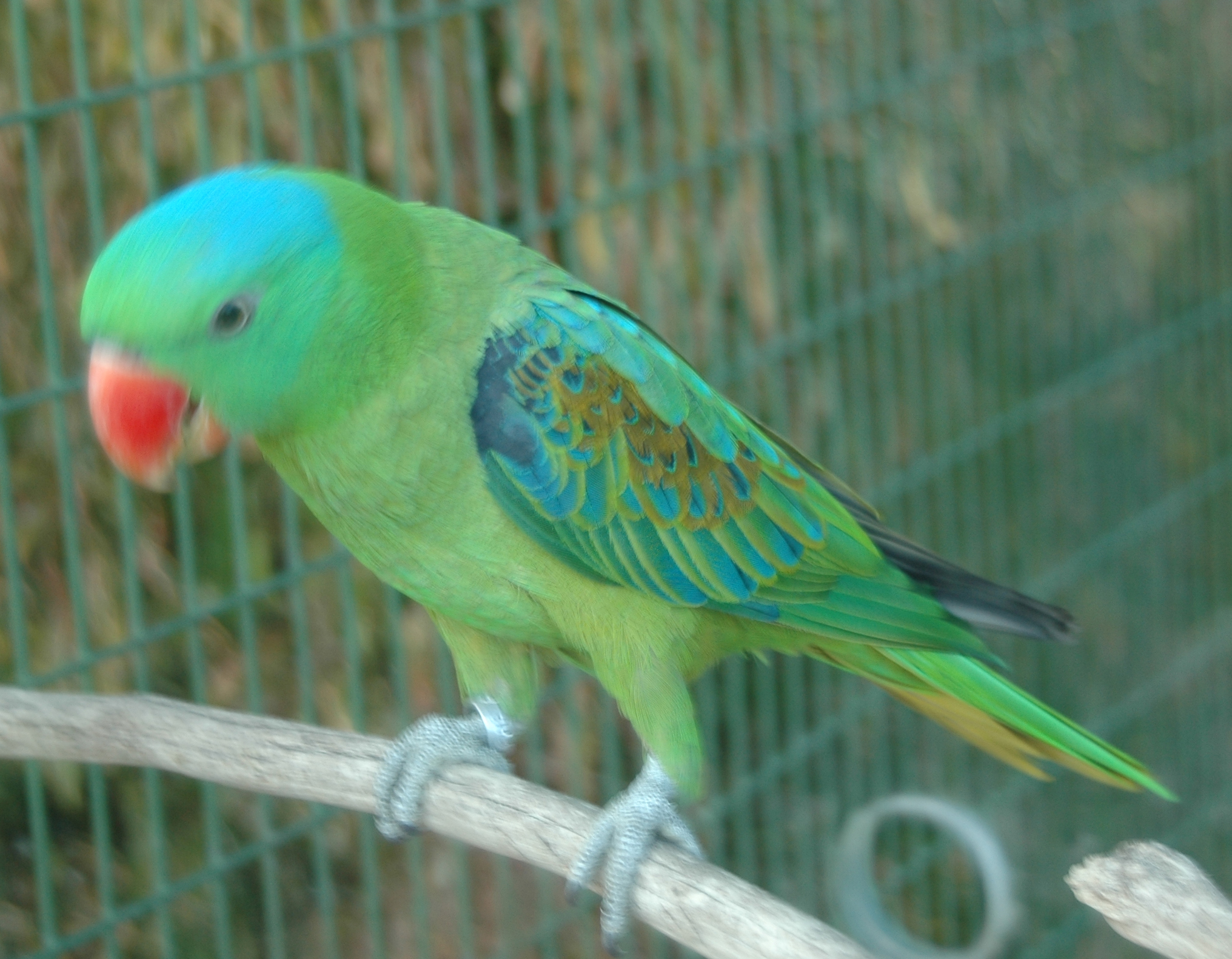
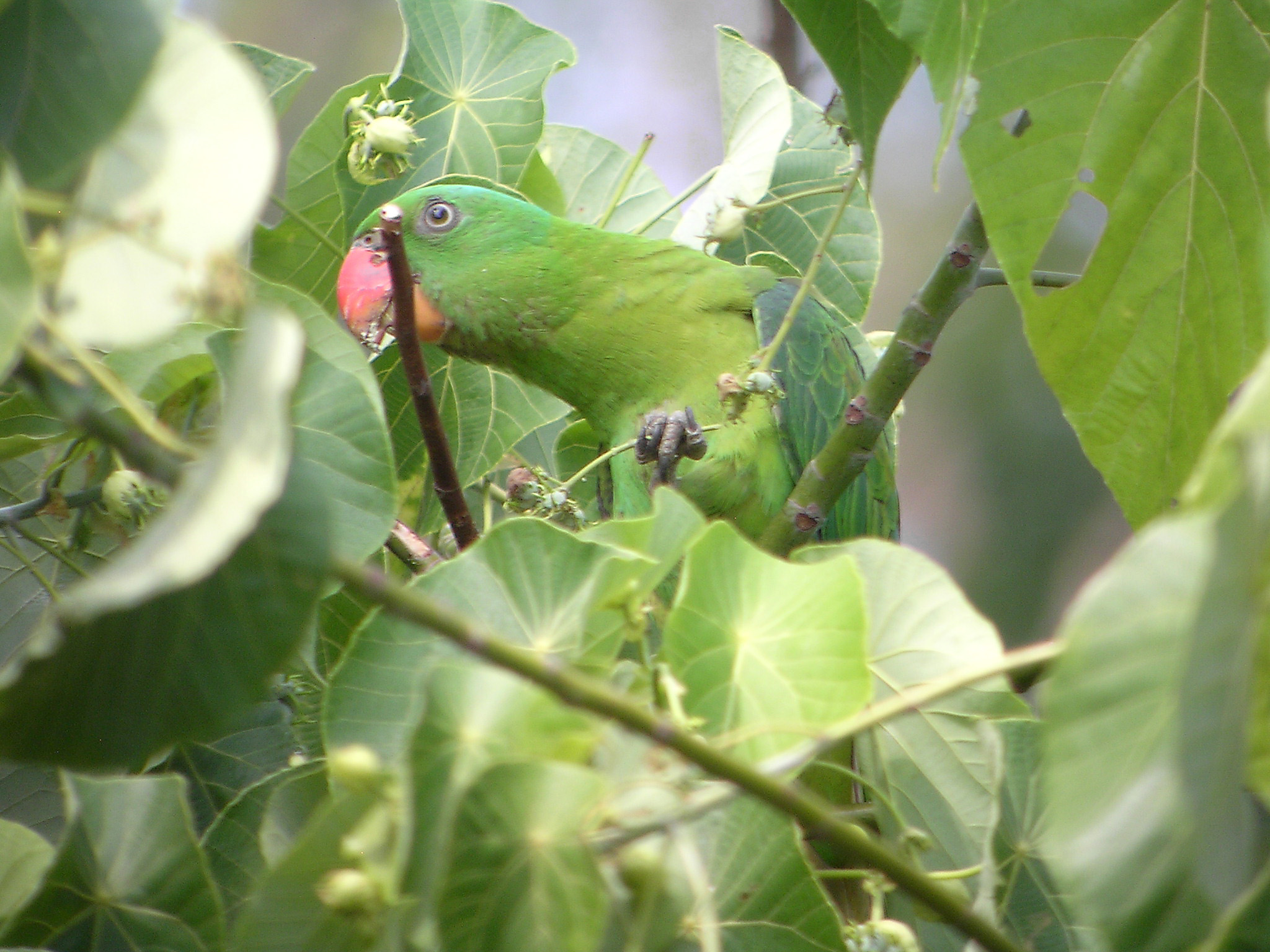
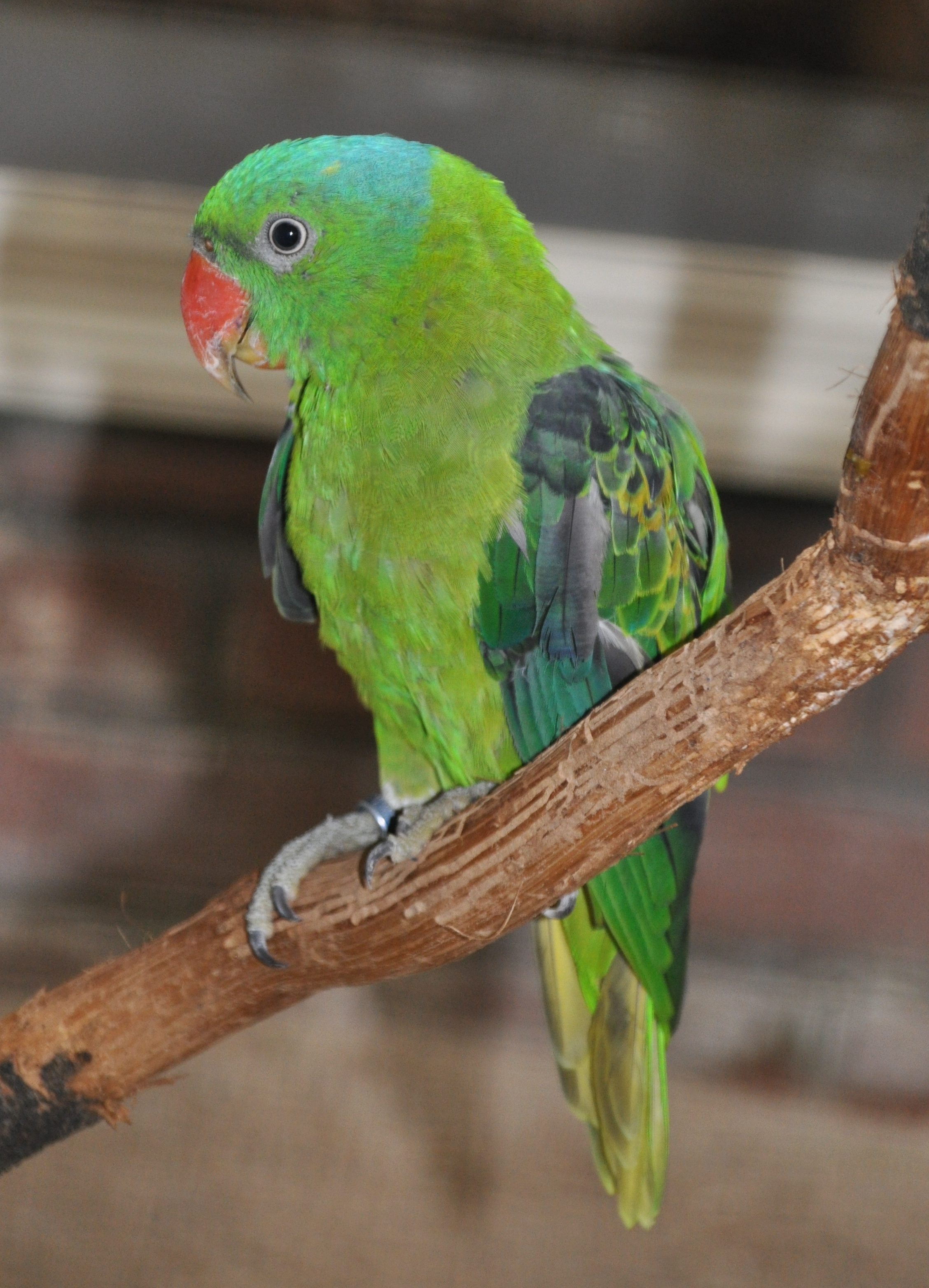
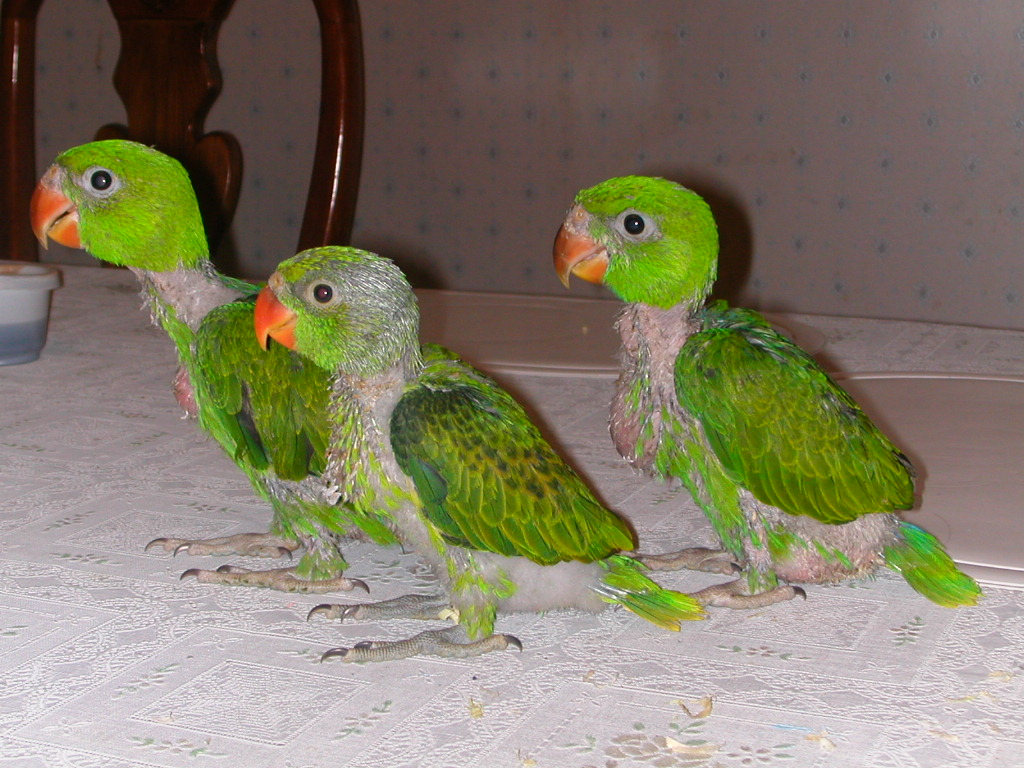